# Patagonien
Patagonien bezeichnet historisch den Teil Südamerikas, der sich südlich der Flüsse Río Colorado in Argentinien und Río Bío Bío in Chile sowie nördlich der Magellanstraße befindet. Eine genau festgelegte Abgrenzung gibt es nicht. Die moderne argentinische Región Patagónica schließt zudem die gesamten Provinzen Neuquén und La Pampa mit ein, die nördlich der geographischen Region liegen.

## Geographische Beschreibung

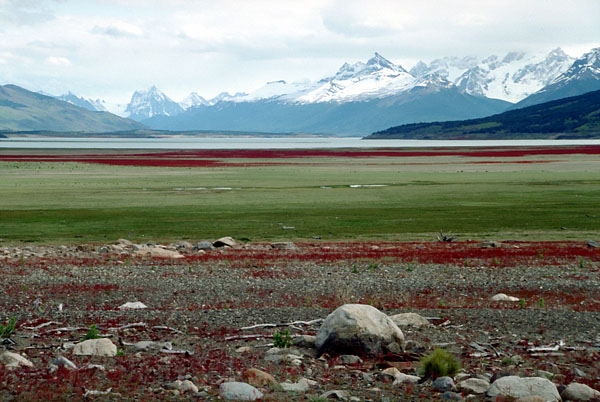
Landschaft im argentinischen Teil Patagoniens

Patagonien wird in zwei voneinander getrennte Großlandschaften eingeteilt, die wiederum nach der Geländestruktur weiter unterteilt werden. Es besteht aus dem gebirgigen Westpatagonien, das überwiegend zu Chile gehört, und dem größtenteils zu Argentinien gehörenden, flacheren Ostpatagonien. Oftmals wird auch das südlich der Magellanstraße gelegene Feuerland (Karte (G)) zu Patagonien gerechnet. Patagonien ist sehr dünn besiedelt. Die mittlere Bevölkerungsdichte liegt bei etwa zwei Einwohnern pro Quadratkilometer, in Santa Cruz sogar unter einem Einwohner pro Quadratkilometer.

### Westpatagonien

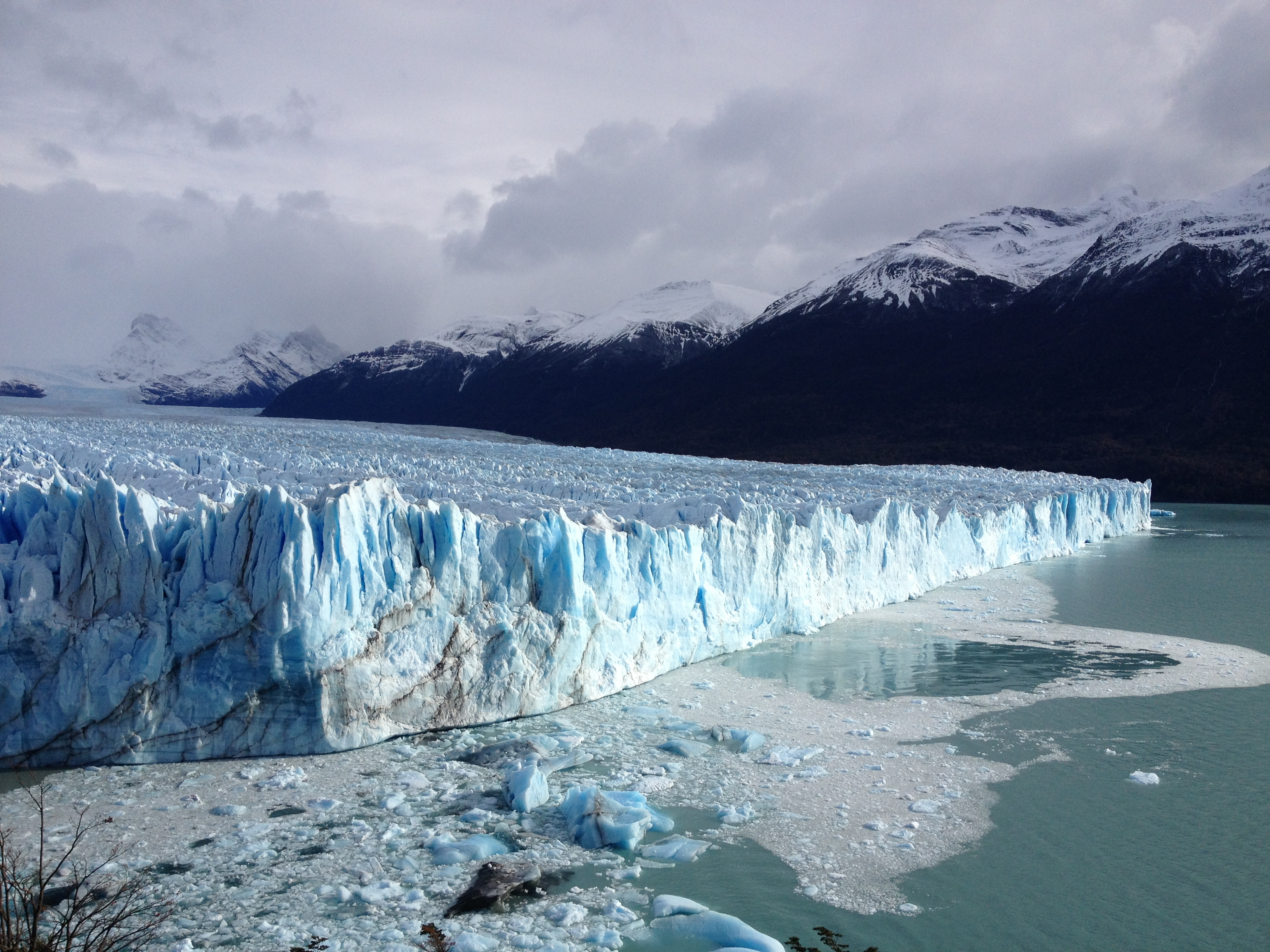
Perito Moreno im Südwinter

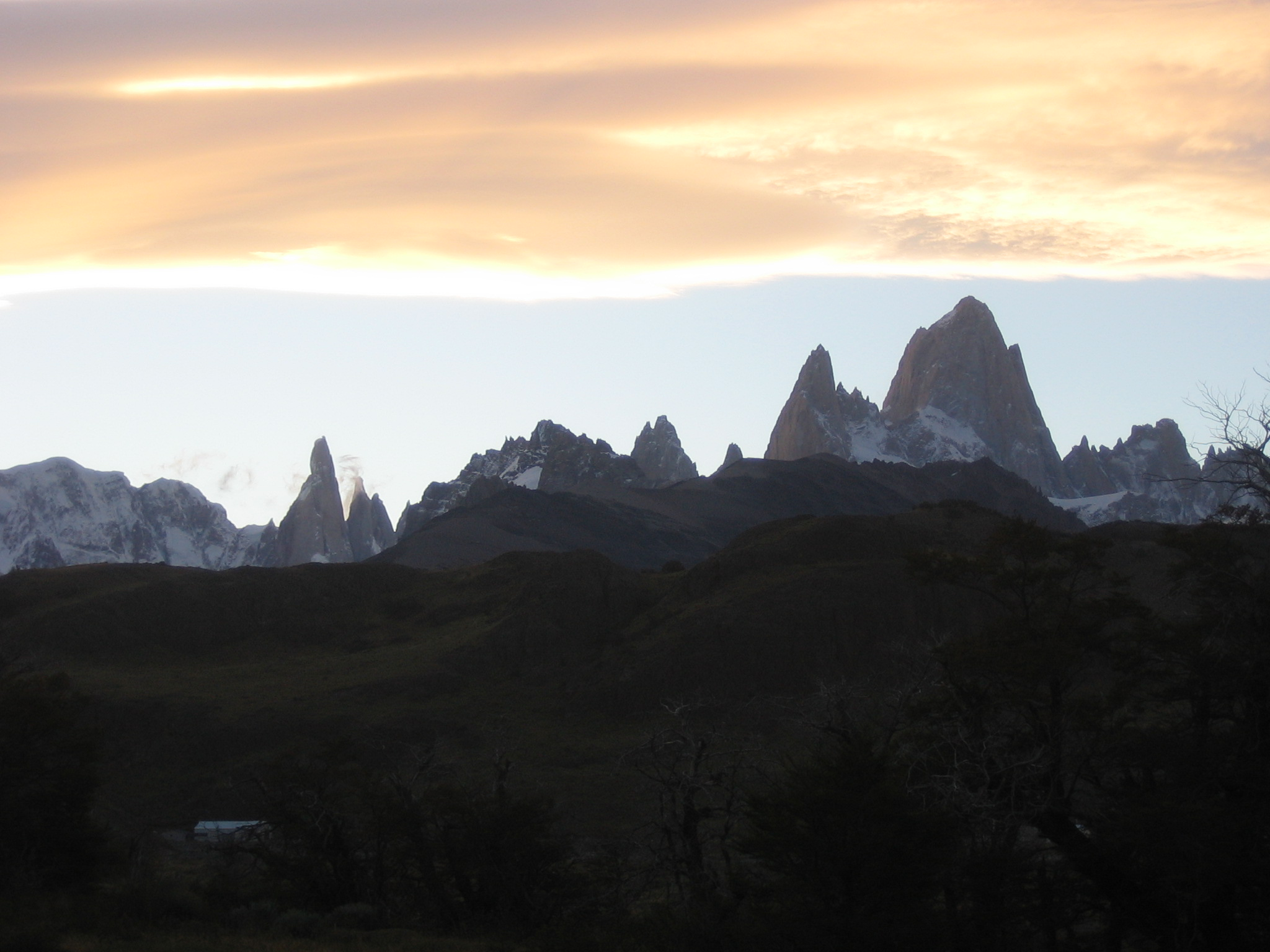
Die beiden Berge Fitz Roy und Cerro Torre an der argentinisch-chilenischen Grenze

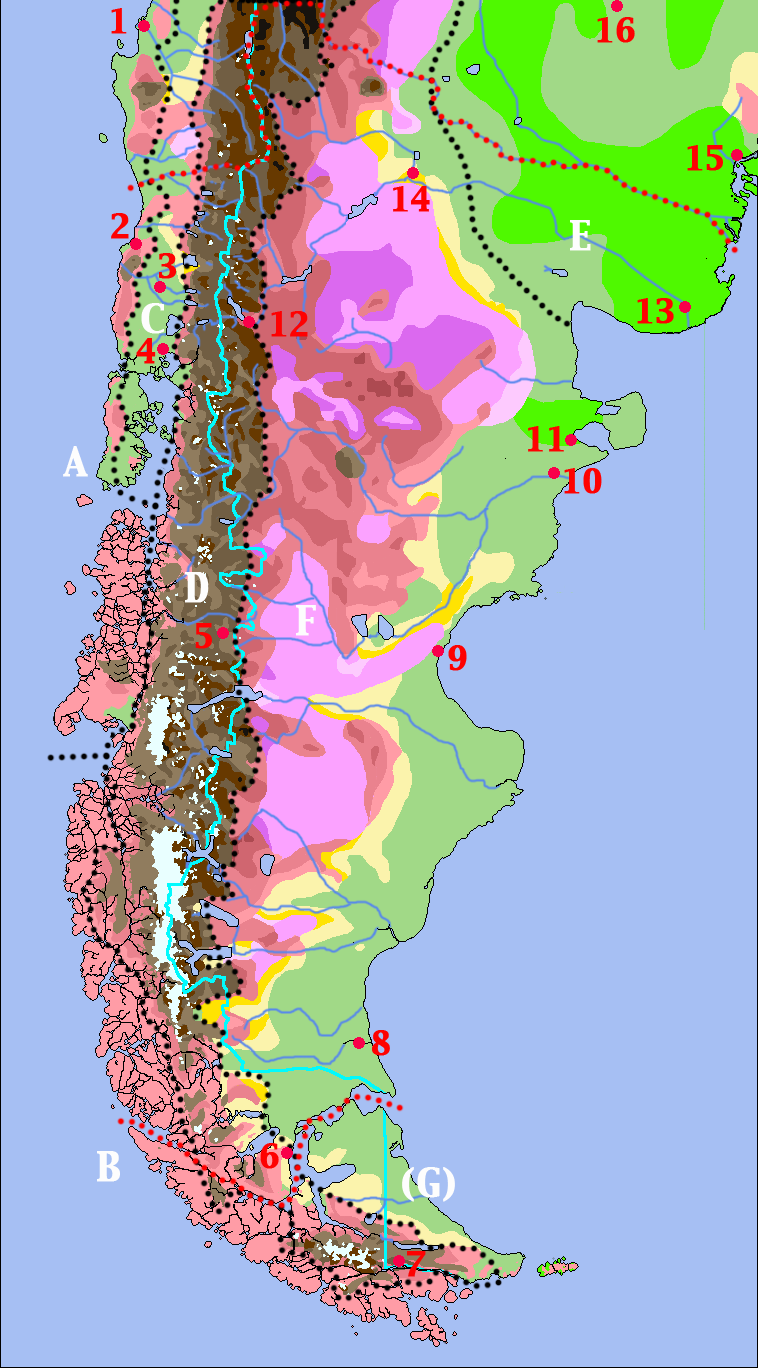
Städte in Chile:
1 = Concepción, 2 = Valdivia, 3 = Osorno, 4 = Puerto Montt, 5 = Coyhaique, 6 = Punta Arenas.
Städte in Argentinien:
7 = Ushuaia, 8 = Río Gallegos, 9 = Comodoro Rivadavia, 10 = Trelew, 11 = Puerto Madryn, 12 = Bariloche, 13 = Viedma, 14 = Neuquén, 15 = Bahía Blanca, 16 = Santa Rosa de Toay

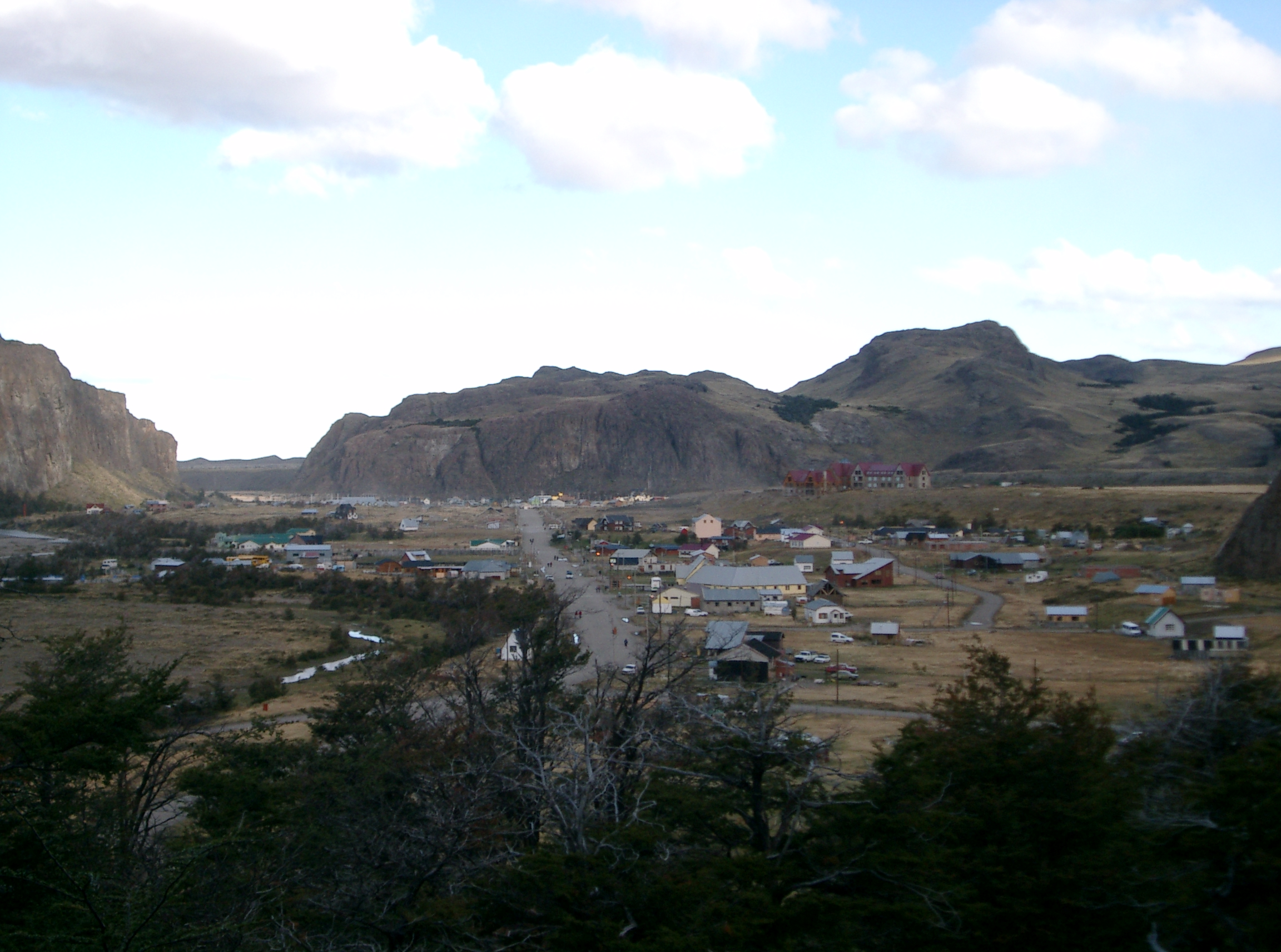
Das jüngste Dorf Patagoniens, El Chaltén

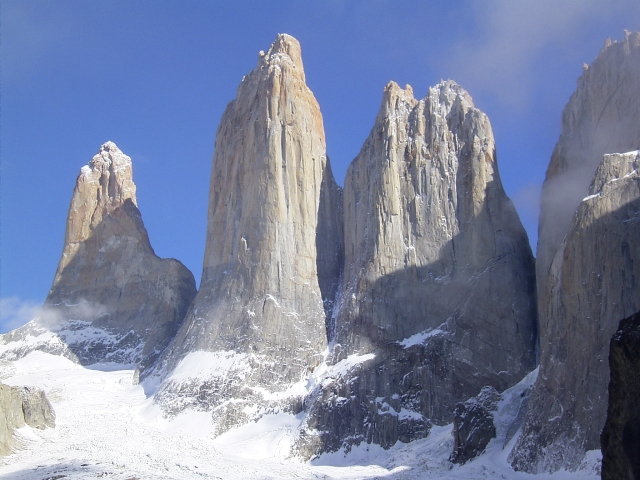
Die Türme von Paine in Chile

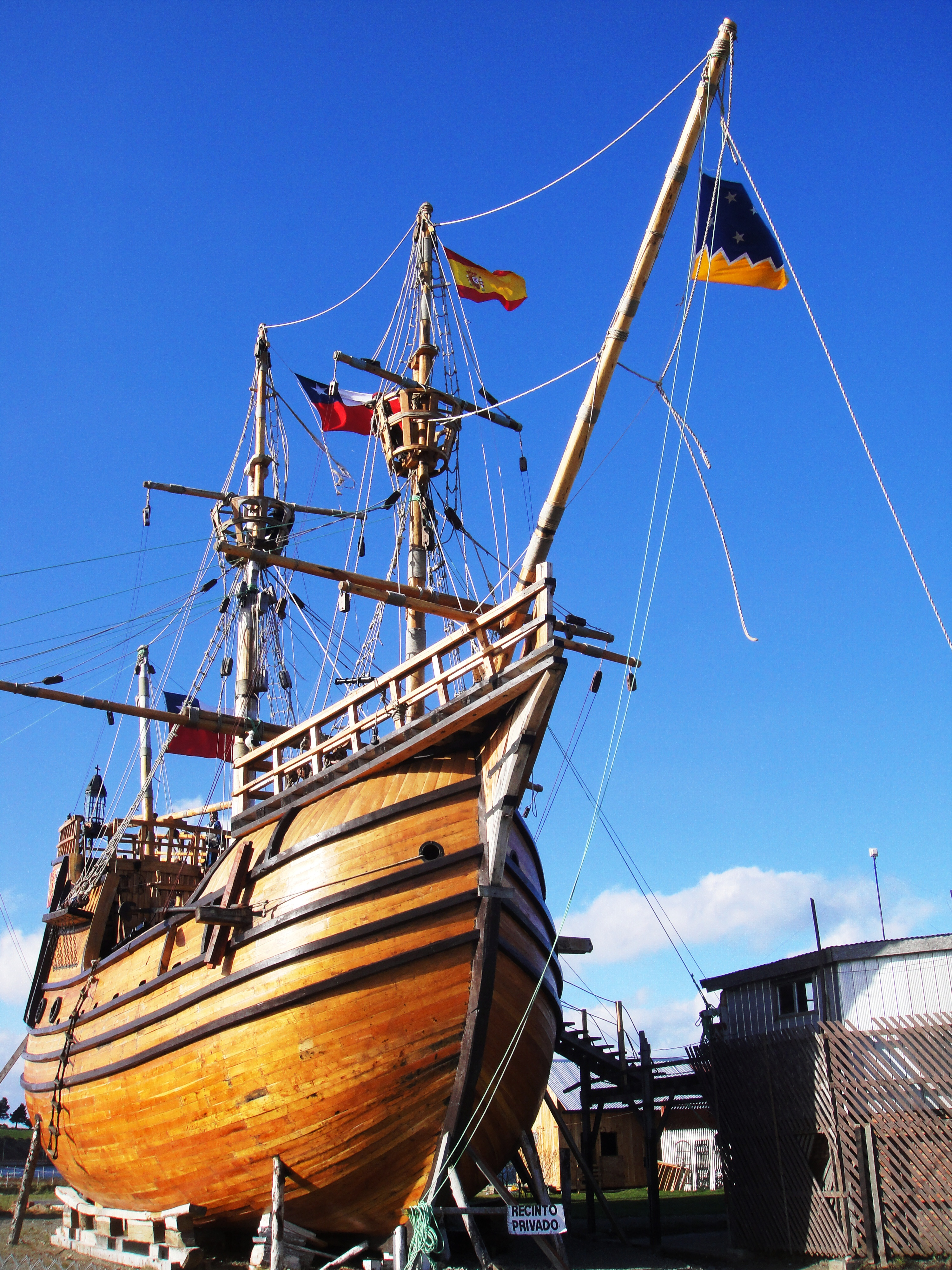
Nachbau der Nao Victoria im Museo Nao Victoria in Punta Arenas, Chile

Der chilenische Teil Patagoniens umfasst politisch
- die Los Ríos Region (Flussregion) mit den Provinzen Valdivia und Ranco
- die Los Lagos Region (Seenregion) mit den Provinzen Chiloé, Llanquihue, Osorno und Palena
- die Aysén Region (Aysén de General Carlos Ibáñez del Campo-Region) mit den Provinzen Aisén, Capitán Prat, Coihaique und General Carrera
- die Magallanes y de la Antártica Chilena Region (Magellan und Chilenische Antarktis-Region) mit den Provinzen Magallanes, Tierra del Fuego, Última Esperanza und Antártica Chilena

Geomorphologisch gliedert sich Westpatagonien an der Küste in den südlichen, eher mittelgebirgigen, bis maximal rund 2500 m hohen Teil der Cordillera de la Costa (A) und die sich südlich der Halbinsel Taitao bis zum südlichen Ende Feuerlands anschließende Cordillera Patagónica insular (B), die bis rund 1500 m hoch ist. An die Küstenkordillere schließt sich das von abwechselnden Hügeln- und flacheren Bergländern geprägte, zwischen rund 200 bis 500 m hoch gelegene Valle Longitudinal (C) an, das auch nur zum Teil zu Patagonien gehört.
Die Patagonischen Anden oder Südanden (D), durch die bis auf das südlichste Viertel die Grenze zwischen Chile und Argentinien verläuft, sind für das Klima und die Vegetation des südamerikanischen Horns der wesentlichste Faktor. Wird Feuerland nicht mit zu Patagonien gerechnet, werden die Südanden dort als Cordillera Darwin bezeichnet. Bis zum südlichsten Viertel der Landmasse haben die Anden Hochgebirgscharakter mit sehr steilen Hängen, zerklüfteten Graten und freiliegendem Gestein; am bekanntesten sind hier sicherlich die weltbekannten Touristenziele Cerro Torre und Mount Fitz Roy, die östlich der nördlichen Gletscher des Campo de Hielo Sur liegen. Im Südviertel hat das Gebirge in Teilen eher Mittelgebirgscharakter, steigt jedoch in der Darwin-Kordillere wieder zu einem Hochgebirge an. In den Südanden liegen zahlreiche Gletscher, die die Reste des glazialen Patagonischen Eisschildes bilden. Noch heute befinden sich dort mit dem Campo de Hielo Sur (ca. 13.000 km²) und dem Campo de Hielo Norte (ca. 3700 km²) die beiden größten vergletscherten Regionen der Südhalbkugel außerhalb der Antarktis. Der Monte San Valentín im Norden des Campo de Hielo Norte ist mit einer Höhe von 4058 m der höchste Berg der Patagonischen Anden, während der Cerro Darwin in der Cordillera Darwin nur 2488 m erreicht. Im Umfeld der Gletscher finden sich etliche Zungenbeckenseen sowie eine enorm stark gegliederte Schären- und Fjordküste, die zum Teil bis in den Andenraum reicht.

### Ostpatagonien
Der argentinische Teil Patagoniens mit einer Fläche von 765.720 Quadratkilometern besteht aus fünf Provinzen (von Nord nach Süd):
- Neuquén
- Río Negro
- Chubut
- Santa Cruz
- Tierra del Fuego

 Alle Gebiete östlich des Andenfußes werden geomorphologisch zu Ostpatagonien gerechnet, das nochmals in zwei Teile untergliedert werden kann. Der größte und eigentliche Teil ist das Hochland von Patagonien oder die Patagonische Meseta (F). Die „Meseta patagónica“ – häufig ist mit Patagonien ausschließlich dieses Hochland gemeint – besteht aus einem an die Anden anschließenden, bis maximal 1955 m hohen, jedoch zumeist auf 500 bis 1000 m gelegenem, überwiegend mittelgebirgsartigem Gebirgsland mit schroff abfallenden Hängen, aber nur wenigen ausgeprägten Gipfeln. Dieses Gebirge – das auch Patagoniden genannt wird – geht in den meisten Teilen in weite, ebenso hoch gelegene Hochebenen über, die geologisch gesehen ein treppenartig aufgebautes Tafelland sind. Die letzte Stufe in Richtung Atlantikküste besteht aus einem 100 bis 400 m hohem Hügelland. Es wird jedoch im Allgemeinen nicht vom Hochland separiert.
Die patagonische Hochebene besteht aus von Westen nach Osten gestaffelten Plateaus, Gebirgszügen, Niederungen, Senken und Flusstälern. Die patagonischen Hochebenen sind in der Regel von Basaltmänteln bedeckt, die durch Vulkanausbrüche im Känozoikum entstanden sind, oder von Findlingen: durch Verwitterung abgerundete und durch Schmelzwasser transportierte Gesteinsfragmente. Die Täler entstanden durch die erodierende Wirkung der Flüsse, die von den patagonischen Anden herabfließen. In der Regel ist nur in den Flusstälern Landwirtschaft möglich.
Im äußersten Nordosten Patagoniens geht das Hochland in die kaum über 300 m hoch gelegene, wenig gegliederte Küstenebene (E) über.

## Landschaft, Klima, Vegetation
Landschaftlich prägend für weite Teile Patagoniens ist die umgangssprachlich „Pampa“ genannte, trockene, fast unbesiedelte Hochebene. Dieser Begriff – der auch in einigen Orts- und Regionennamen Südargentiniens vorkommt – ist vergleichbar mit dem Outback Australiens, dem südafrikanischen High Veld oder dem neuseeländischen High Country. Fachsprachlich wird als Pampa jedoch ausschließlich die stark landwirtschaftlich genutzte, flache Küstenebene um den Rio de la Plata nordöstlich von Patagonien bezeichnet.
Der chilenische Teil Patagoniens wird von dem feuchten, kühlen Klima der Westanden und von dem dazugehörigen valdivianischen Regenwald geprägt, wobei jenseits 50° südlicher Breite der Niederschlag abnimmt. Der argentinische Teil liegt im Regenschatten der Anden und ist sehr trocken. Charakteristisch für diese Region ist der immerwährende starke Wind. Im Westen der chilenischen Südspitze Patagoniens liegt das Patagonische Eisschild, die größte zusammenhängende Eismasse außerhalb der beiden Pole und Grönlands. Zu Patagonien gehören auch die südlichen Ausläufer der Anden sowie die dem südamerikanischen Festland vorgelagerte subantarktische Inselregion Feuerland.
In Patagonien gibt es zwei international bekannte Nationalparks, den chilenischen Nationalpark Torres del Paine und den Nationalpark Los Glaciares auf argentinischer Seite. Letzterer wurde 1981 von der UNESCO auf die Weltnaturerbeliste gesetzt und macht gelegentlich durch spektakuläre Abbrüche des Perito-Moreno-Gletschers von sich reden.
Patagonien liegt komplett in der kühlgemäßigten Klimazone, wobei westlich der Anden ein humides und am Osthang der Anden und in Feuerland ein semihumides Klima mit sehr geringen hochmaritimen Temperaturschwankungen (vergleichbar mit der deutschen Nordseeküste und Westnorwegen) sowie in Ostpatagonien ein semiarides, wintermildes Klima mit geringen maritimen Schwankungen (etwa wie in den zentralasiatischen Wüsten) vorherrscht.
Die südlichen patagonischen Anden werden in der Regel als subalpine bis alpine Gebirgsklimate der kühlgemäßigten Zone beschrieben. Selten werden sie den kaltgemäßigten Klimaten zugerechnet, die normalerweise der Nordhalbkugel der Erde vorbehalten sind.

## Fauna
Charakteristische Vertreter der patagonischen Tierwelt sind in den Wüstensteppen das Guanako, die Patagonische Beutelratte, das Patagonische Stinktier, das Braunborsten-Gürteltier und der Argentinische Kampfuchs als mittelgroßes Raubtier. Die zu den Grubenottern zählende Patagonien-Lanzenotter (Bothrops ammodytoides) ist die am südlichsten lebende Schlangenart. Der Puma kommt in ganz Patagonien, jedoch nur noch sehr selten vor. Typisch für die Südanden sind der Andenhirsch und der Pudu (Zwerghirsch), der Andenkondor, der im äußersten Süden auch im Flachland vorkommt, und der auffällige Magellanspecht in den Wäldern. Ebenfalls finden sich in ganz Patagonien drei Unterarten der Andenschakale, die jedoch auch seltener werden. Die zahlreichen Andenseen Patagoniens sind Heimat für Chileflamingos, Schwarzhalsschwäne, Schwarzzügelibisse, Magellangänse und viele andere Wasservögel. An den felsigen Küsten rund um Patagonien lebt der Magellanpinguin.
Seit der spanischen Conquista im zweiten Drittel des 16. Jahrhunderts breiteten sich entlaufene Weidetiere – insbesondere Rinder und Pferde – von den Pampas nach Patagonien aus, die sich sehr schnell vermehrten und verwilderten. Sie wurden als Cimarrones bezeichnet und boten den damals dort ansässigen Indianern eine neue Subsistenzbasis als Reiterjägerkulturen.
In den Gletscherspalten Patagoniens lebt die Steinfliegenart Andiperla willinki, welche sich von organischen Einschlüssen im Eis ernährt.

## Wirtschaft
Der Tourismus in Patagonien ist heute im chilenischen Teil zur Haupteinnahmequelle geworden. Mehr als 80.000 Besucher wurden 2003 im Nationalpark Torres del Paine gezählt. Diese konzentrieren sich hauptsächlich auf die Sommermonate November bis Februar. Auch der Nationalpark Los Glaciares in Argentinien mit dem Perito-Moreno-Gletscher und den unter Alpinisten besonders bekannten Cerro Torre und Mount Fitz Roy sind populäre Touristenziele. In San Carlos de Bariloche existiert eines der wichtigsten alpinen Wintersportzentren Südamerikas, das auch im Sommer vor allem Extremsportler und Wanderer anlockt. Weitere touristische Zentren der patagonischen Anden sind San Martín de los Andes, Esquel und El Bolsón. Auf chilenischer Seite ist die touristische Erschließung der Anden durch die naturräumliche Lage, charakterisiert durch die teilweise nur auf dem Wasser zugänglichen Fjordlandschaft, weniger ausgeprägt. Touristisch erschlossen sind neben dem Nationalpark Torres del Paine und der Hafenstadt Puerto Natales im Süden noch die Insel Chiloé und die Hafenstadt Puerto Montt im äußersten Norden der chilenischen Fjordlandschaft. Im Zentrum der patagonischen Fjordlandschaft liegt der Nationalpark Laguna San Rafael, den man nur von Puerto Aisén aus erreicht.
Die Fjorde bilden die Grundlage für die intensive Fischzucht und Aquakulturen auf der chilenischen Seite Patagoniens, in denen zumeist Lachse, Muscheln und Krustentiere auch für den europäischen Markt produziert werden.
Eine weitere Einnahmequelle auf der argentinischen Seite ist die stationär-extensive Schafzucht auf Naturweiden (siehe Pastoralismus und Ranching). Zwischen 1930 und 1970 boomte anfangs das Geschäft mit der Wolle, doch später sank der Preis, auf zuletzt etwa 0,75 € pro kg. 1970 brach zudem der Vulkan Cerro Hudson aus, wonach viele Bauern ihre Farmen (Estancias) aufgeben mussten. In Folge kauften ausländische Unternehmer, darunter die Modeproduzenten Benetton, alte Estancias auf und erneuerten sie.
Im argentinischen Teil sind weiterhin die Erdölförderung (rund um Neuquén und Comodoro Rivadavia), die Kohleförderung bei Río Turbio, die Stromerzeugung (Neuquén) und der Obstanbau in den fruchtbaren Oasentälern des Río Negro und Río Chubut bedeutend.

## Namensgebung
Der Name Patagonien geht auf den portugiesischen Entdecker Ferdinand Magellan zurück. Er gab den einheimischen Tehuelche-Indianern, denen er während seiner Überwinterung im Jahre 1520 in der Region Feuerland (spanisch: tierra del fuego) begegnete, wahrscheinlich aufgrund ihrer großen Statur den Namen patagones.
Hierbei lehnte er sich an eine fiktive Gestalt, den Riesen Pathagón aus den Novelas de Caballería (Kapitel Primaleon), an. Diese Novelas bildeten eine Sammlung von Rittergeschichten, die in jener Zeit große Beachtung fanden. Unklar ist die Namensherkunft selbst, es mag abgeleitet sein von „großen Füßen“ (spanisch: patones), da pata im Spanischen „Fuß, Pfote“ bedeutet. Die einzigen Angaben für die Ereignisse während der Reisen Magellans entstammen den Tagebüchern seines Reisebegleiters Antonio Pigafetta.

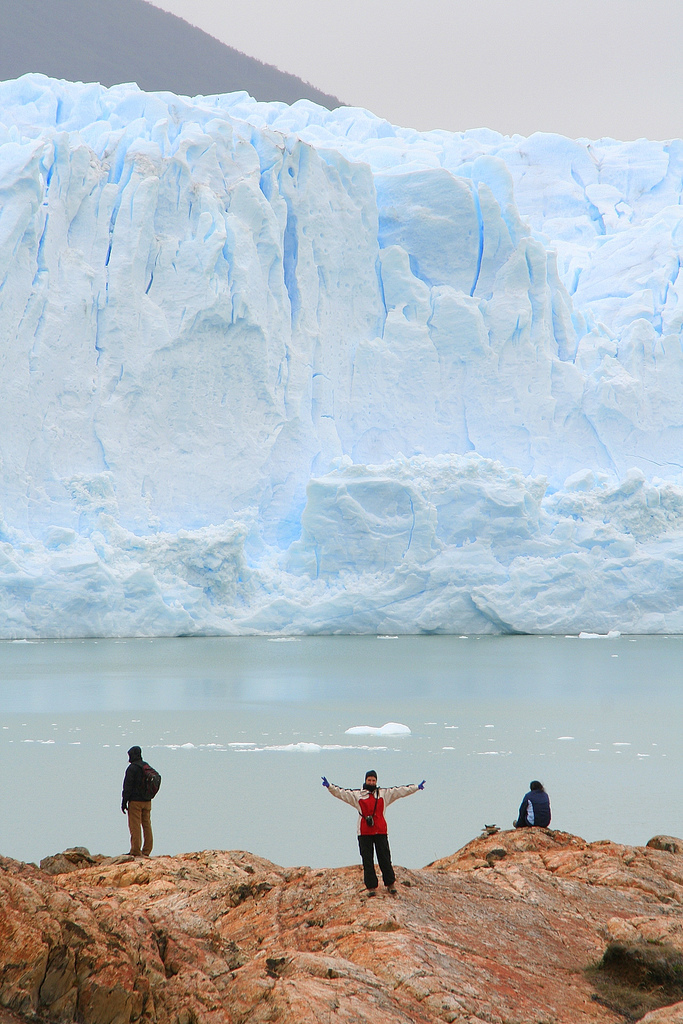
Perito-Moreno-Gletscher
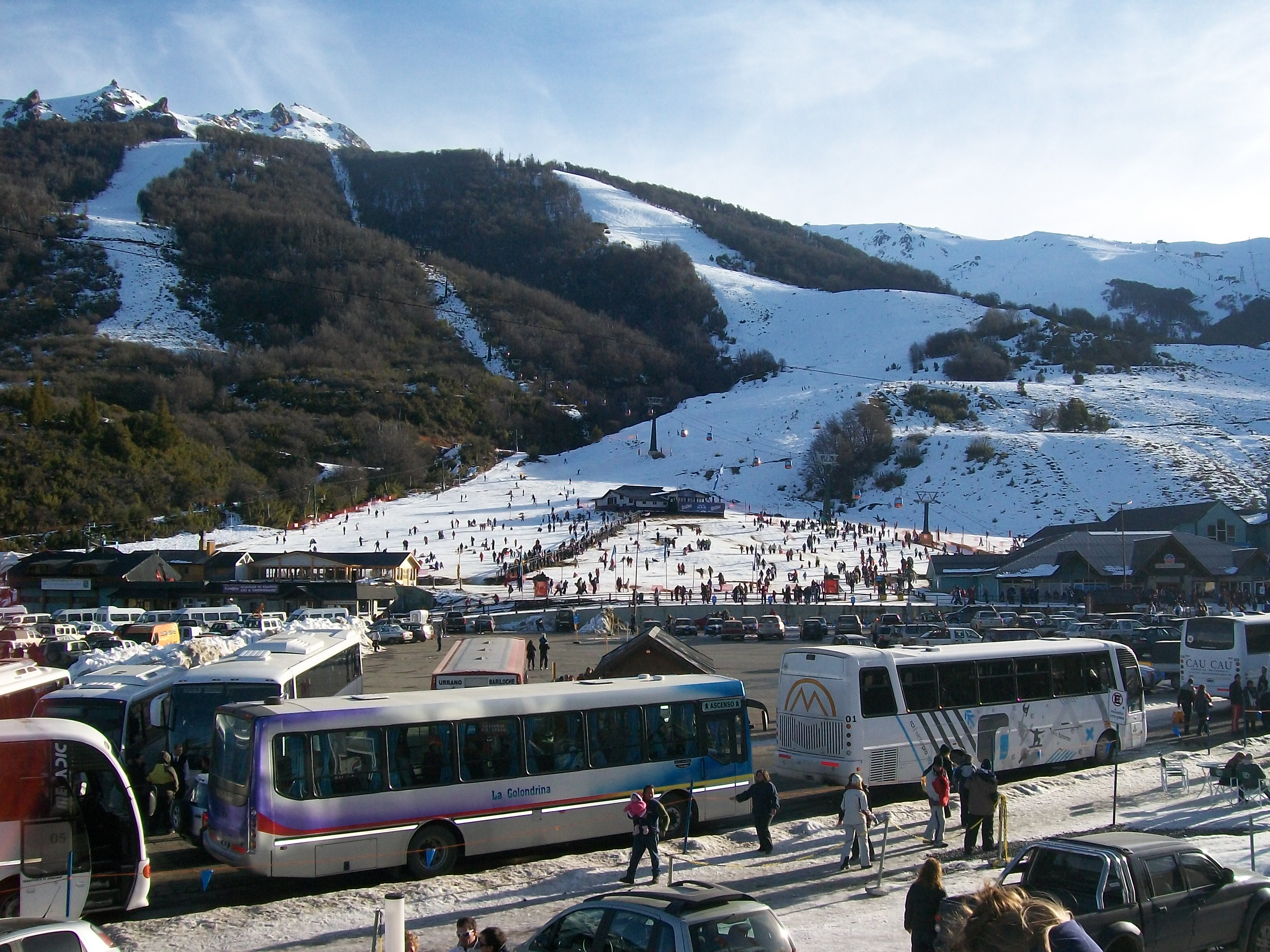
Bariloche
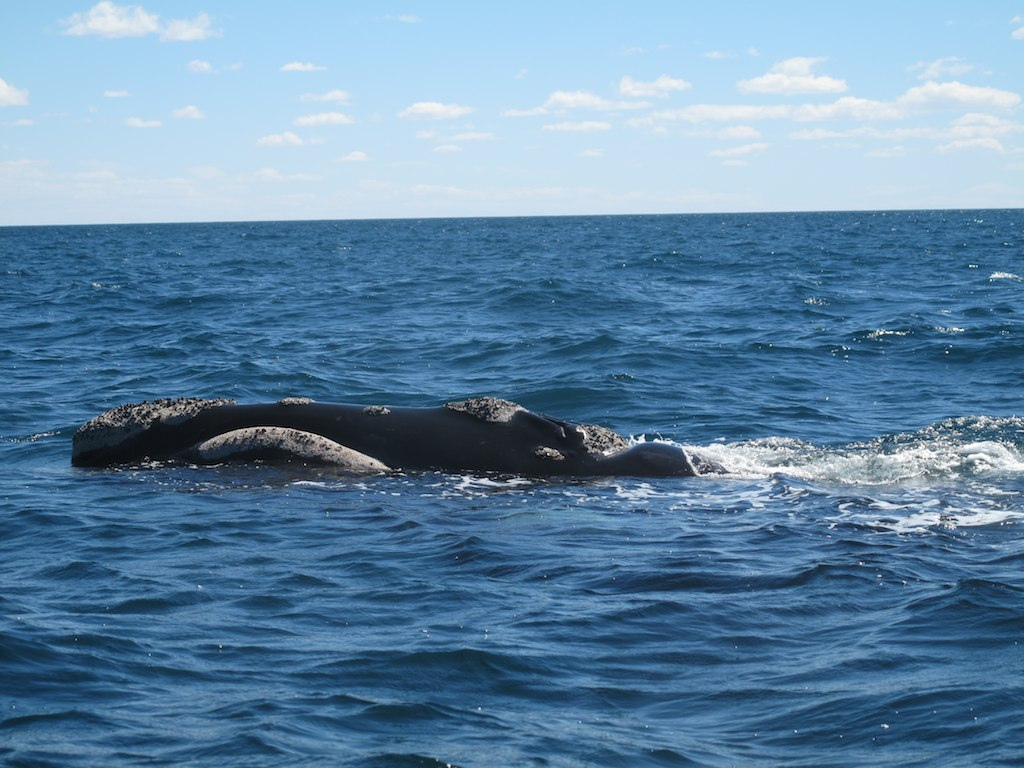
Ein Glattwal vor Valdés (Halbinsel)
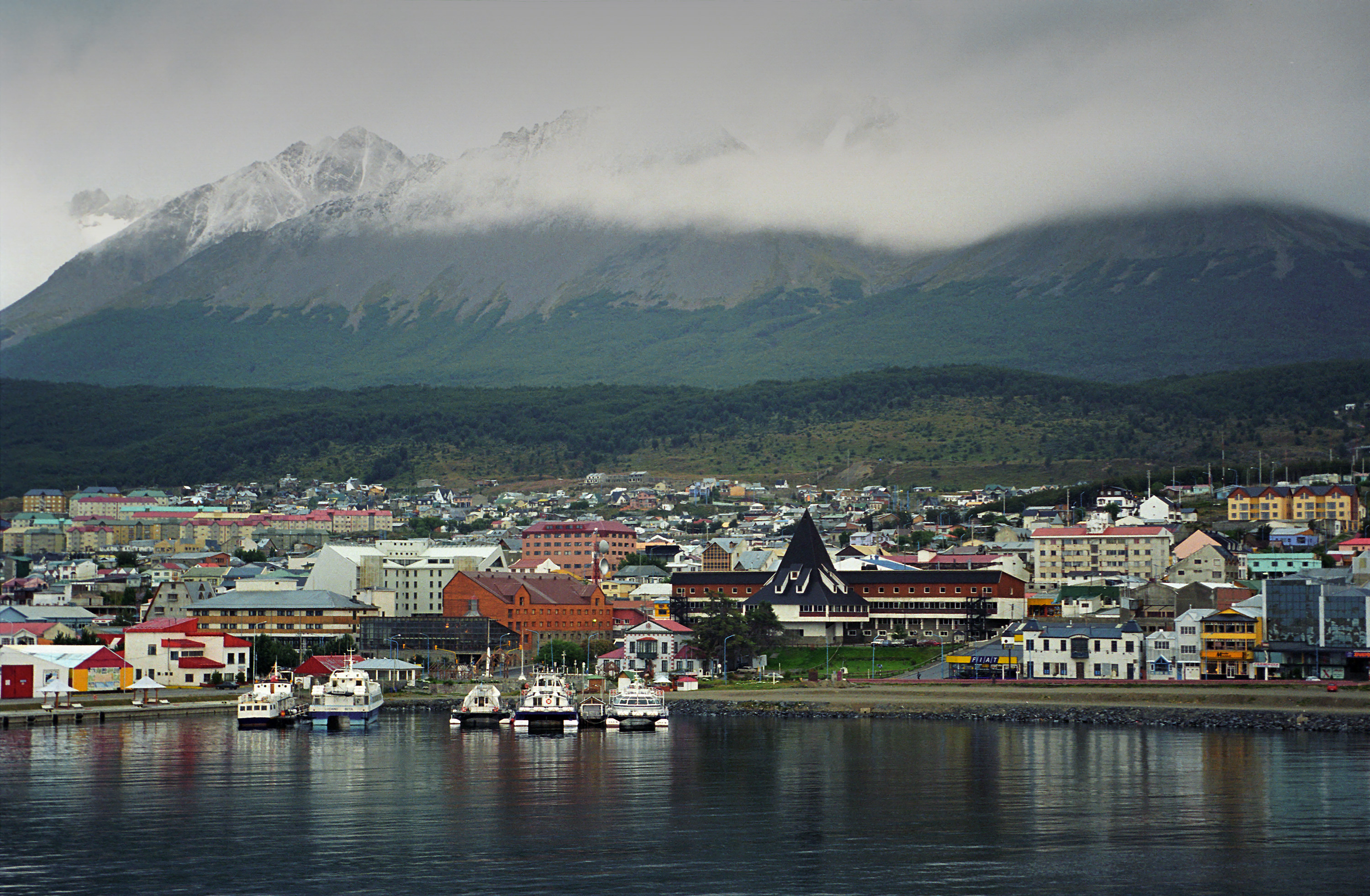
Ushuaia

## Dokumentation
- Patagonien, die Straße am Ende der Welt. Regie: Matthieu Maillet. ARTE F, Frankreich, 53 Minuten, 2021
- Patagonien – Rückkehr zur Madre de Dios. Regie: Gilles Santantonio. ARTE F, Frankreich, 91 Minuten, 2023

## Anhang
1. ↑  
| Farbe | Bezeichnung            | absolute Höhen | relative Höhen* | Hangneigung |
| ----- | ---------------------- | -------------- | --------------- | ----------- |
|       | Tiefebenen             | 0–200 m        | 0–25 m          | 0–5°        |
|       | Hügelland              | 0–500 m        | 50–200 m        | 5–20°       |
|       | Hochebenen             | 200–500 m      | 50–200 m        | 0-5°        |
|       | Hochebenen             | 500–1000 m     | 50–200 m        | 0-5°        |
|       | Hochebenen             | 1000–1500 m    | 50–200 m        | 0-5°        |
|       | Rumpfgebirge           | 200–500 m      | 100–250 m       | 5–20°       |
|       | Rumpfgebirge           | 500–1000 m     | 100–250 m       | 5–20°       |
|       | Mittelgebirgscharakter | 200–500 m      | 250–750 m       | 5–20°       |
|       | Mittelgebirgscharakter | 500–1000 m     | 250–750 m       | 5–20°       |
|       | Mittelgebirgscharakter | 1000–1500 m    | 250–750 m       | 5–20°       |
|       | Mittelgebirgscharakter | 1000–1500 m    | 250–750 m       | 5–20°       |
|       | Hochgebirge            | 500–1000 m     | >750 m          | 20–30°      |
|       | Hochgebirge            | 1000–1500 m    | >750 m          | 20–30°      |
|       | Hochgebirge            | 1500–2000 m    | >750 m          | 20–30°      |
|       | Hochgebirge            | >2000 m        | >750 m          | 20–30°      |
|       | Gletscher              | meist >1000 m  |                 |             |
*) = bezogen auf einen Radius von 5 km